# Équipe de Slovaquie féminine de basket-ball
Cet article traite de l'équipe féminine. Pour l'équipe masculine, voir Équipe de Slovaquie masculine de basket-ball.
Maillots
L’équipe de Slovaquie féminine de basket-ball est l'équipe nationale qui représente la Slovaquie dans les compétitions internationales féminine de basket-ball. Elle est placée sous l’égide de la Fédération slovaque de basket-ball (SBA). L'équipe est affiliée à la FIBA depuis 1993. Son surnom est "Repre", ce qui signifie « Représentant ». 
La Slovaquie a rejoint les compétitions internationales avec l’apparition du pays en 1993, prenant la suite de l’équipe de Tchécoslovaquie.

## Histoire

### 2015
Malgré une dernière victoire 84 à 62 face à la Croatie au second tour, la Slovaquie est devancée au goal average par la Serbie et ne se qualifie pas pour les quarts de finale.

## Résultats

### Palmarès
| Compétitions mondiales                             | Compétitions continentales                           |
| -------------------------------------------------- | ---------------------------------------------------- |
| - Jeux olympiques - Néant - Coupe du monde - Néant | - EuroBasket - Finaliste en 1997 - Troisième en 1993 |

### Parcours en compétitions internationales

#### Jeux olympiques
| Année | Position                     |      | Année         | Position |               | Année | Position |
| 1976  | Membre de la Tchécoslovaquie | 1996 | Non qualifiée | 2016     | Non qualifiée |       |          |
| 1980  | Membre de la Tchécoslovaquie | 2000 | 7e            | 2020     | Non qualifiée |       |          |
| 1984  | Membre de la Tchécoslovaquie | 2004 | Non qualifiée | 2024     | Non qualifiée |       |          |
| 1988  | Membre de la Tchécoslovaquie | 2008 | Non qualifiée | 2028     | -             |       |          |
| 1992  | Membre de la Tchécoslovaquie | 2012 | Non qualifiée | 2032     | -             |       |          |

#### Coupe du monde
| Année | Position                     |      | Année                        | Position |               | Année | Position |
| 1953  | Membre de la Tchécoslovaquie | 1979 | Membre de la Tchécoslovaquie | 2006     | Non qualifiée |       |          |
| 1957  | Membre de la Tchécoslovaquie | 1983 | Membre de la Tchécoslovaquie | 2010     | Non qualifiée |       |          |
| 1959  | Membre de la Tchécoslovaquie | 1986 | Membre de la Tchécoslovaquie | 2014     | Non qualifiée |       |          |
| 1964  | Membre de la Tchécoslovaquie | 1990 | Membre de la Tchécoslovaquie | 2018     | Non qualifiée |       |          |
| 1967  | Membre de la Tchécoslovaquie | 1994 | 5e                           | 2022     | Non qualifiée |       |          |
| 1971  | Membre de la Tchécoslovaquie | 1998 | 8e                           | 2026     | -             |       |          |
| 1975  | Membre de la Tchécoslovaquie | 2002 | Non qualifiée                | 2030     | -             |       |          |

#### EuroBasket
| Année | Position                     |      | Année                        | Position |               | Année | Position |
| 1938  | Membre de la Tchécoslovaquie | 1976 | Membre de la Tchécoslovaquie | 2003     | 7e            |       |          |
| 1950  | Membre de la Tchécoslovaquie | 1978 | Membre de la Tchécoslovaquie | 2005     | Non qualifiée |       |          |
| 1952  | Membre de la Tchécoslovaquie | 1980 | Membre de la Tchécoslovaquie | 2007     | Non qualifiée |       |          |
| 1954  | Membre de la Tchécoslovaquie | 1981 | Membre de la Tchécoslovaquie | 2009     | 8e            |       |          |
| 1956  | Membre de la Tchécoslovaquie | 1983 | Membre de la Tchécoslovaquie | 2011     | 13e           |       |          |
| 1958  | Membre de la Tchécoslovaquie | 1985 | Membre de la Tchécoslovaquie | 2013     | 12e           |       |          |
| 1960  | Membre de la Tchécoslovaquie | 1987 | Membre de la Tchécoslovaquie | 2015     | 9e            |       |          |
| 1962  | Membre de la Tchécoslovaquie | 1989 | Membre de la Tchécoslovaquie | 2017     | 8e            |       |          |
| 1964  | Membre de la Tchécoslovaquie | 1991 | Membre de la Tchécoslovaquie | 2019     | Non qualifiée |       |          |
| 1966  | Membre de la Tchécoslovaquie | 1993 | Troisième                    | 2021     | 13e           |       |          |
| 1968  | Membre de la Tchécoslovaquie | 1995 | 4e                           | 2023     | 12e           |       |          |
| 1970  | Membre de la Tchécoslovaquie | 1997 | Finaliste                    | 2025     | Non qualifiée |       |          |
| 1972  | Membre de la Tchécoslovaquie | 1999 | 4e                           | 2027     | -             |       |          |
| 1974  | Membre de la Tchécoslovaquie | 2001 | 8e                           | 2029     | -             |       |          |